# Sutjeska (folyó)
A Sutjeska (szerbül: Сутјеска) a Drina 33 km hosszú bal mellékfolyója Bosznia-Hercegovina délkeleti részén, a Boszniai Szerb Köztársaság területén. A folyó mentén található különleges természeti értékek védelmére hozták létre 1962-ben a Sutjeska Nemzeti Parkot, amely az első ilyen volt a mai ország területén.

## Földrajza
A felső szakaszjellegű hegyi folyó számos kis forrás összefolyásából fakad a Čemerno-medencében, Gacko községben a Montenegróval határos területen. A forrás közvetlenül a Volujak (2336 m) alatt található, nem messze a Maglićtól (2386 m), amely Bosznia-Hercegovina legmagasabb pontja.
A folyó kezdetben északnyugatra folyik öt kilométeren át, majd északra fordul. Itt a Sutjeska egy helyenként nagyon keskeny szurdokot képez, amelyet a Trebinje és Foča közötti M20-as főút is használ. A legszűkebb részt Vratarnak, azaz kapuőrnek nevezik. A legtöbb szurdok, amely elválasztja a Maglić-hegységet a nyugati Zelengorától, amely szintén meghaladja a 2000 métert, a Sutjeska Nemzeti Park része.
A szurdok kijáratánál, ahol a Sutjeska völgye kiszélesedik, a Foča községhez tartozó Tjentište  található, amely főleg az 1943 tavaszán a németek és a partizánok között lezajlott sutjeskai csata emlékműegyütteséről ismert. Popov Most falunál az út elhagyja a folyó völgyét, amely itt keletre fordul és végül Bastasinál torkollik a Drinába.
A Sutjeskának nincsenek nagyobb mellékfolyói. A folyóba ömlő egyik legismertebb hegyi patak a Perućica, amely a Sutliškától keletre, a Maglić azonos nevű ősi erdőjéből ered, és amely után a Perućica-rezervátumot a Sutjeska Nemzeti Park mag zónájának nevezik. A folyó nagyrészt természetes, és sehol sem duzzasztották fel, a vízgyűjtő terület is csak ritkán lakott.

## Galéria

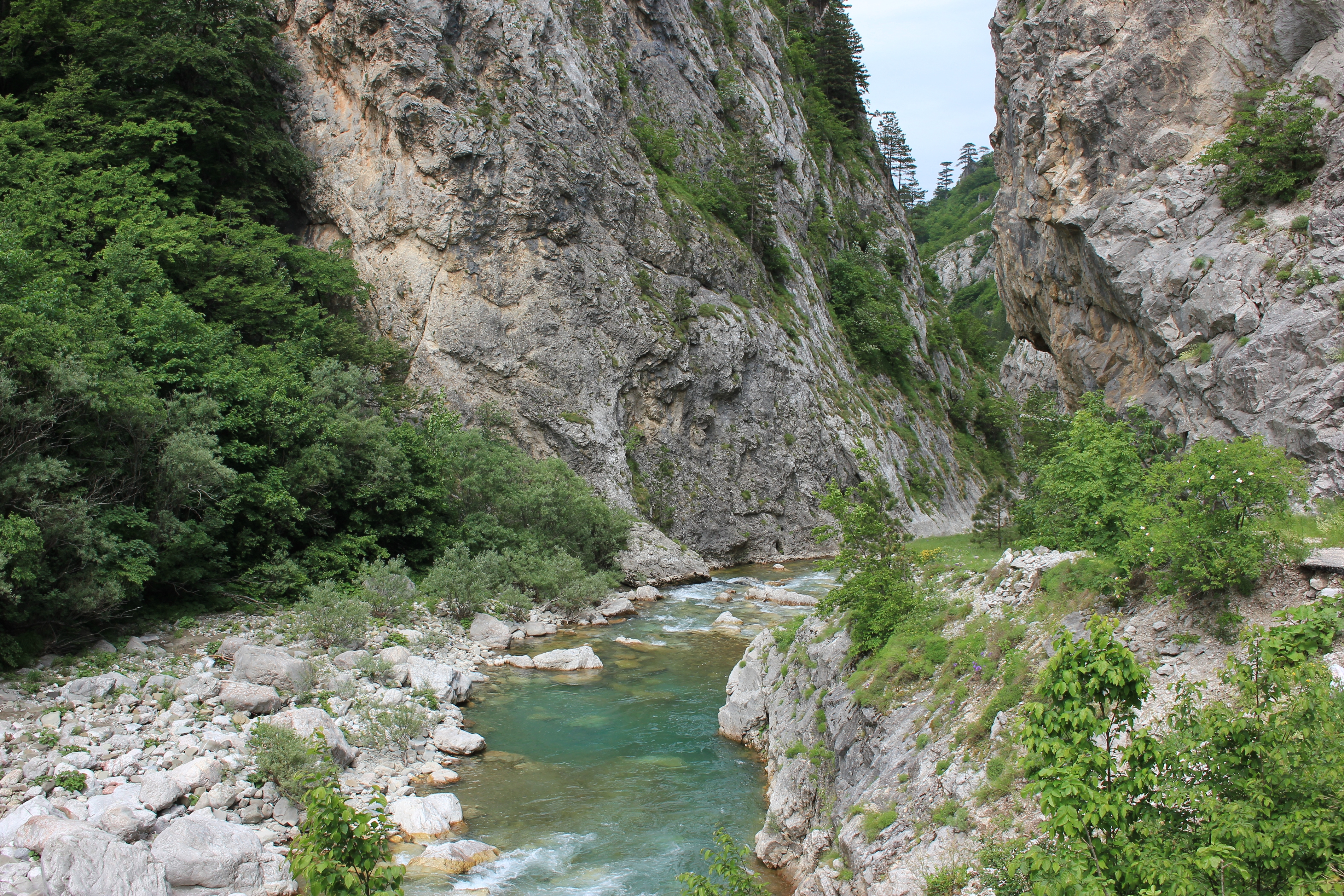
A Sutjeska-szurdok
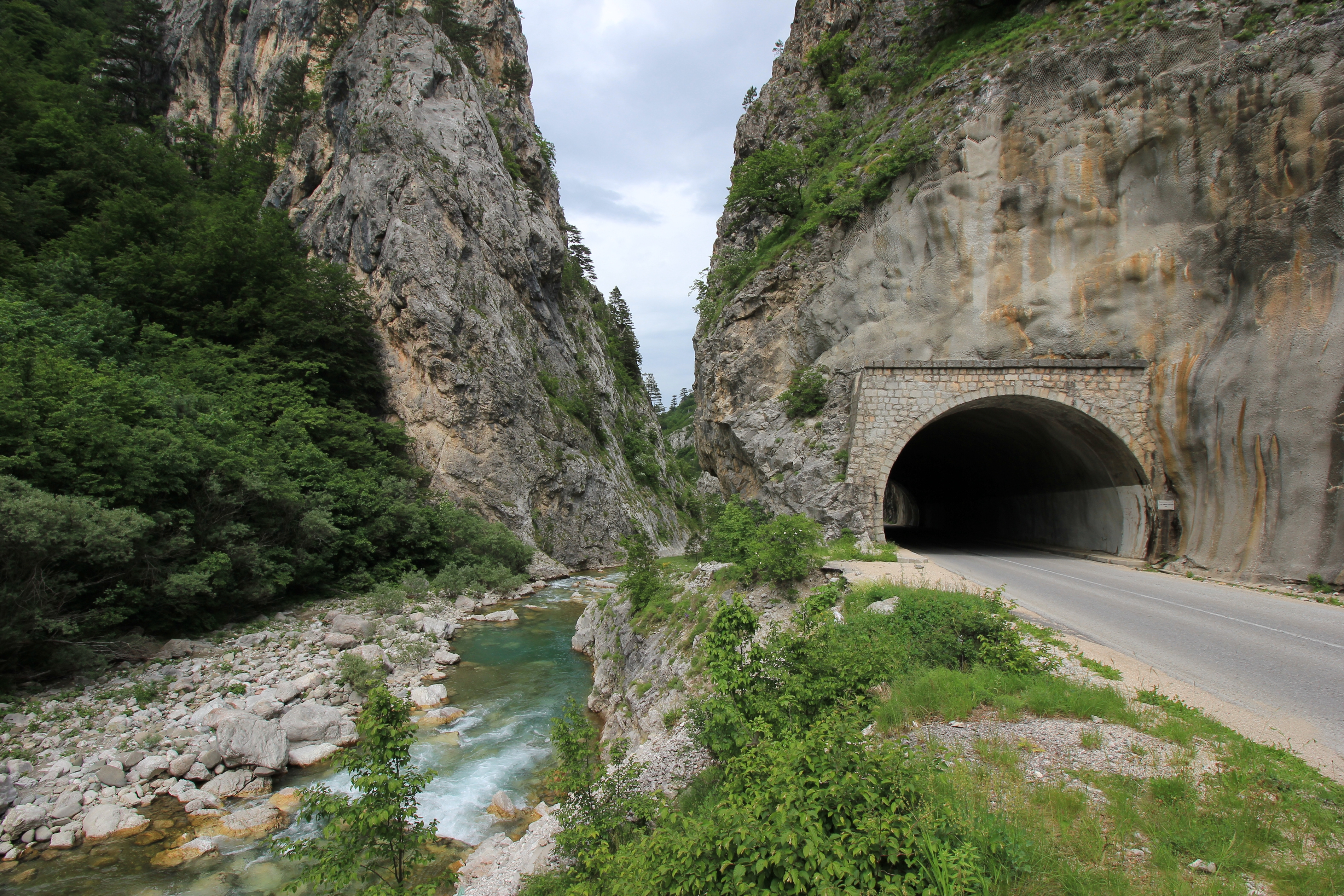
A völgyben húzódó főút
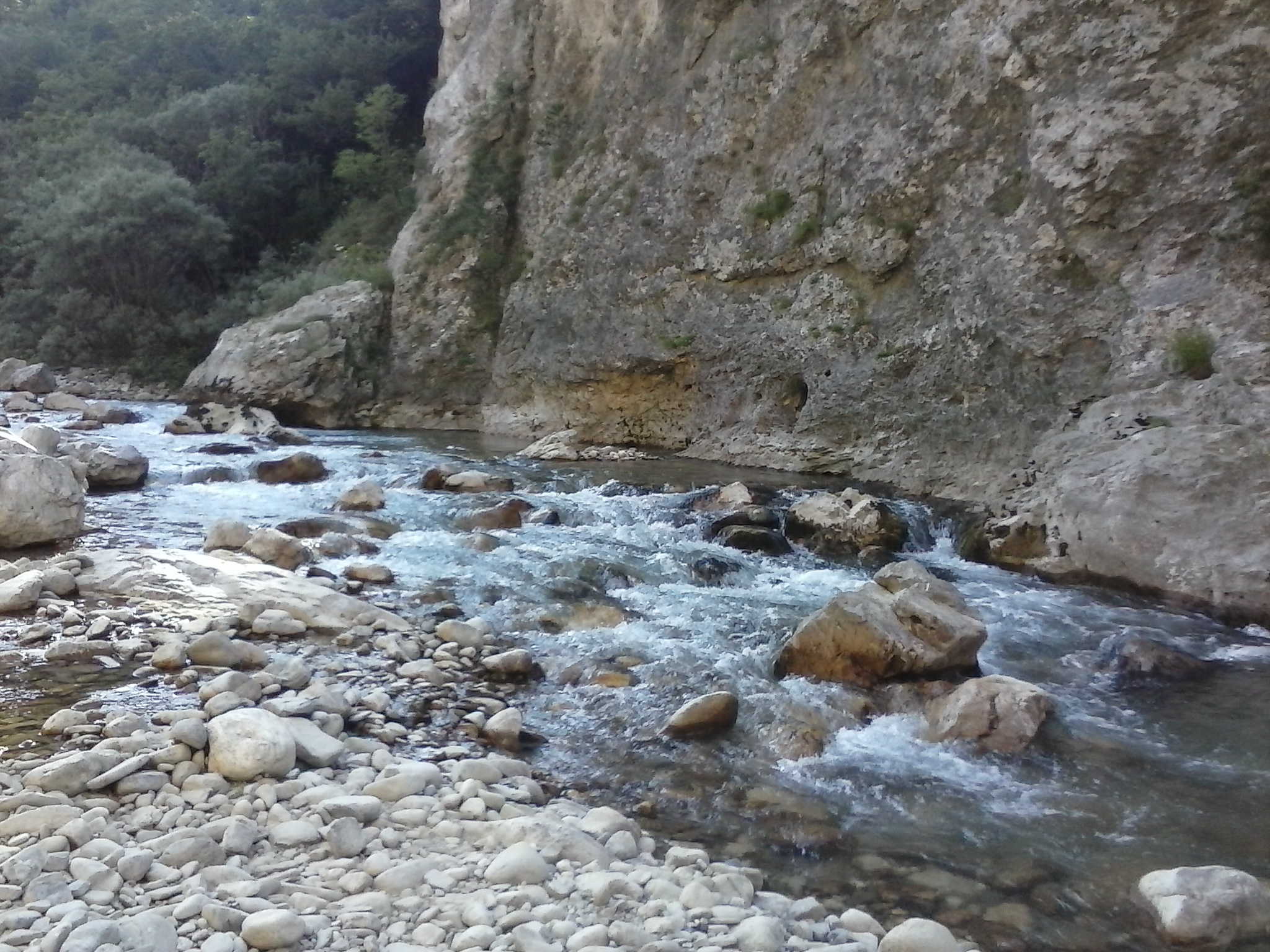
A sziklás meder

## Fordítás
- Ez a szócikk részben vagy egészben  a   Sutjeska (Fluss) című német Wikipédia-szócikk ezen változatának fordításán alapul.  Az eredeti cikk szerkesztőit annak laptörténete sorolja fel. Ez a jelzés csupán a megfogalmazás eredetét és a szerzői jogokat jelzi, nem szolgál a cikkben szereplő információk forrásmegjelöléseként.